# Gotlands runinskrifter 373
G 373 är en runsten i bildstensform som finns inne i Sproge kyrka, Sproge socken på Gotland. Den påträffades under en restaurering av kyrkan 1965 då det framkom att den under en längre tid använts som piscina. Stenen är daterad till vikingatid.

## Inskriften
Translitterering av runraden:
...ʀua-r × auk × auþuatr × giarþu × kukbl × yftir × kun(a)(i)þ(i) ----- × sina × ku--ai × nutan
Normalisering till runsvenska:
[Gæi]ʀhva[t]r ok Auðhvatr gærðu kumbl æftiʀ Gunnhæiði(?) ... sina ... nytan.
Översättning till nusvenska:
Gairvat(?) och Audvat gjorde minnesmärket efter Gunnhaid(?), sin …, en duglig …

## Bilden
Bilden är liksom inskriften något skadad. Den visar på ovansidan en slädfärd och på undersidan ett ornament med ormmotiv.